# Kaartoinlampi
Kaartoinlampi är en del av sjön Akkojärvi i Finland. Den ligger i Suomussalmi i landskapet Kajanaland, i den nordöstra delen av landet, 600 km norr om huvudstaden Helsingfors. Kaartoinlampi ligger 201 meter över havet.